# James Avery (Musiker)
James Avery (* 23. September 1937 in Hutchinson, Kansas; † 8. März 2009 in Freiburg im Breisgau) war ein amerikanisch-deutscher Pianist und Dirigent, der vor allem als Interpret Neuer Musik bekannt wurde.
Von 1980 bis 2002 war er – als Nachfolger von Edith Picht-Axenfeld – Professor für Klavier an der Hochschule für Musik Freiburg, danach bis 2004 Lehrbeauftragter. Mit Kollegen und Schülern gründete er 1992 das Ensemble SurPlus.
Als Solist, Kammermusikpartner und Ensembleleiter interpretierte er u. a. Werke von Stefan Wolpe, Morton Feldman, Brian Ferneyhough, Mathias Spahlinger und Claus-Steffen Mahnkopf.